# Талапкер (Єсільський район)
Талапке́р (каз. Талапкер) — село у складі Єсільського району Північноказахстанської області Казахстану. Входить до складу Амангельдінського сільського округу.
Населення — 41 особа (2021; 174 у 2009, 235 у 1999, 315 у 1989).
Національний склад станом на 1989 рік:
- казахи — 100 %.